# Concert fantezie (Ceaikovski)
Concertul fantezie în Sol major, Op. 56 pentru pian și orchestră a fost compus de Piotr Ilici Ceaikovski între iunie și octombrie 1884. A avut premiera la Moscova pe 6 martie 1885 (22 februarie stil vechi) sub bagheta lui Max Erdmannsdörfer, cu Sergei Taneyev în calitate de solist. Concertul fantezie a avut parte de numeroase interpretări în primii 20 de ani de existență după care a dispărut din repertoriu și nu a mai fost interpretată mulți ani, fiind recent readusă la viață.

## Structură
Lucrarea este structurată în două părți și are o durată de aproximativ 30 de minute.
1. Quasi rondo: Andante mosso: Partea quasi din acest titlu descrie o schemă formală în care materialul de rondo apare doar o dată și revine la final după un singur episod. Caracterul jucăuș al celor două teme este posibil să fi justificat în mintea compozitorului o afinitate cu caracterul strălucitor al finalurilor de rondo din perioada clasică. În afară de aceasta nu există nicio legătură cu practica de rondo uzuală.[1] Cu toate acestea Ceaikovski își dezvoltă ideile într-un mod original împreună cu cerințele de virtouzitate pentru pian și acompaniamentul orchestral.[2]

1. Contrastes: La fel ca și prima parte aceasta prezintă o problemă formală, chiar una neobișnuită,[3] care este însă rezolvată ușor și bine.[2] Începând cu o cadență pentru pian solo partea este un contrast dintre o temă lentă și melodică de deschidere (contrapunctată de un violoncel solo) și o temă secundară mai rapidă ce se aseamănă cu un dans, cele două teme concurând una cu cealaltă cu rezultate foarte pline de viață intrând în secțiunea finală fără pauză. Aceste secțiuni foarte extinse îndeplinesc rolul de parte lentă și final pentru un concert convențional pentru pian.[4] Indicațiile de tempo sunt: Andante Cantabile - Molto Vivace - Vivacissimo - Allegro Moderato - Vivacissimo - Molto Piu Tranquillo - Vivace.

## Instrumentație
În afară de pian solo, lucrarea este compusă pentru următoarea orchestră:
- Instrumente de suflat din lemn: 3 flauturi, 2 oboaie, 2 clarinete în La, 2 fagoți
- Instrumente de suflat din alamă: 4 corni în Fa, 2 trompete în Re, 3 tromboni
- Percuție: timpan, glockenspiel, tamburină
- Instrumente cu coarde: viori, viole, violoncei, contrabași

## Privire de ansamblu

### Două lucrări, o sursă
Ceaikovski s-a întors din străinătate la începutul lunii martie 1884 hotărât să petreacă primăvara alături de sora sa în Kamenka. Acest drum a fost amânat de modificările urgente la opera sa Mazeppa. I-a scris lui Nadezhda von Meck din Sankt Petersburg pe 13 martie 1884: "Simt un val de energie și o nerăbdare să încep ceva nou". Totuși Ceaikovski nu a început să lucreze la nimic nou în Sankt Petersburg. Doar după ce a sosit în Kamenka pe 12 aprilie a început să lucreze.
Ceaikovski era inițial nehotărât cu privire la ce lucrare să compună. Captivat de interpretarea elevului lui Liszt, Eugen d'Albert, care a susținut concerte la Moscova în timpul stagiunii 1883/1884, se gândea să compună un nou concert pentru pian. Totuși, a scris în jurnalul său pe 13 aprilie 1884: "Am încetat să mă joc și am venit cu ceva nou. Am abordat ideea unui concert pentru pian dar sună prea slab și foarte neoriginal". Progresul, cel puțin în mintea compozitorului, era lent. Pe 17 și 18 aprilie Ceaikovski s-a plimbat în pădurea Trostianka și a notat, după spusele sale, "idei mizerabile".
În iunie, după ce a terminat schițele și aranjamentul pentru pian a cea ce va deveni a treia suită orchestrală în timpul șederii din Grankino Ceaikovski a reluat procesul compozițional al Concertului fantezie. Acum a inclus Contrastes, prima parte a suitei ce a fost respinsă, ca a doua parte a Fanteziei. Aceasta a fost surpinzător având în vedere mâhnirea ce i-a provocat-o când a gândit-o inițial pentru suită. Deși în aparență Ceaikovski nu putea rezulta la această parte încă avea îndoieli asupra sa. La sfârșitul primei părți Quasi rondo a adăugat o codă opțională pentru solist care era aspectoasă din punct de vedere tehnic dar seacă din punct de vedere retoric. Această cadență alternativă trebuia să fie interpretată în Contrastes dar a fost eliminată la premieră.

## Prima interpretare
În timpul lunilor octombrie și noiembrie Concertul fantezie a fost redactat rapid deoarece trebuia să fie pregătit pentru o interpretare a Societății Muzicale Ruse în luna decembrie unde Taneyev să o interpreteze. Această interpretare, programată pentru 15 decembrie 1884, a fost amânată din cauza indispoziției dirijorului Max Erdmannsdörfer. Concertul a avut loc pe 22 februarie 1885 la al zecelea concert simfonic al Societății Muzicale Ruse în Moscova. Taneyev a fost solist iar Erdmannsdörfer dirijor.
Ceaikovski, care a fost prezent la concert, i-a scris fratelui său Modest pe 25 februarie: "Am ascultat o interpretare superbă a Fanteziei din partea lui Taneyev și a orchestrei de care am fost încântat. A avut un mare succes la public". În Sankt Petersburg Concertul Fantezie a fost interpretat prima dată pe 4 aprilie 1886 la al zecelea concert simfonic al Societății Muzicale Ruse, din nou cu Taneyev solist și cu Hans von Bülow dirijor.